# 103 korejských mučedníků
Ondřej Kim Tegon, Pavel Čong Ha-sang a 101 druhů je skupina katolických věřících, zabitých mezi lety 1839–1868 v Koreji. Katolická církev je uctívá jako svaté mučedníky.

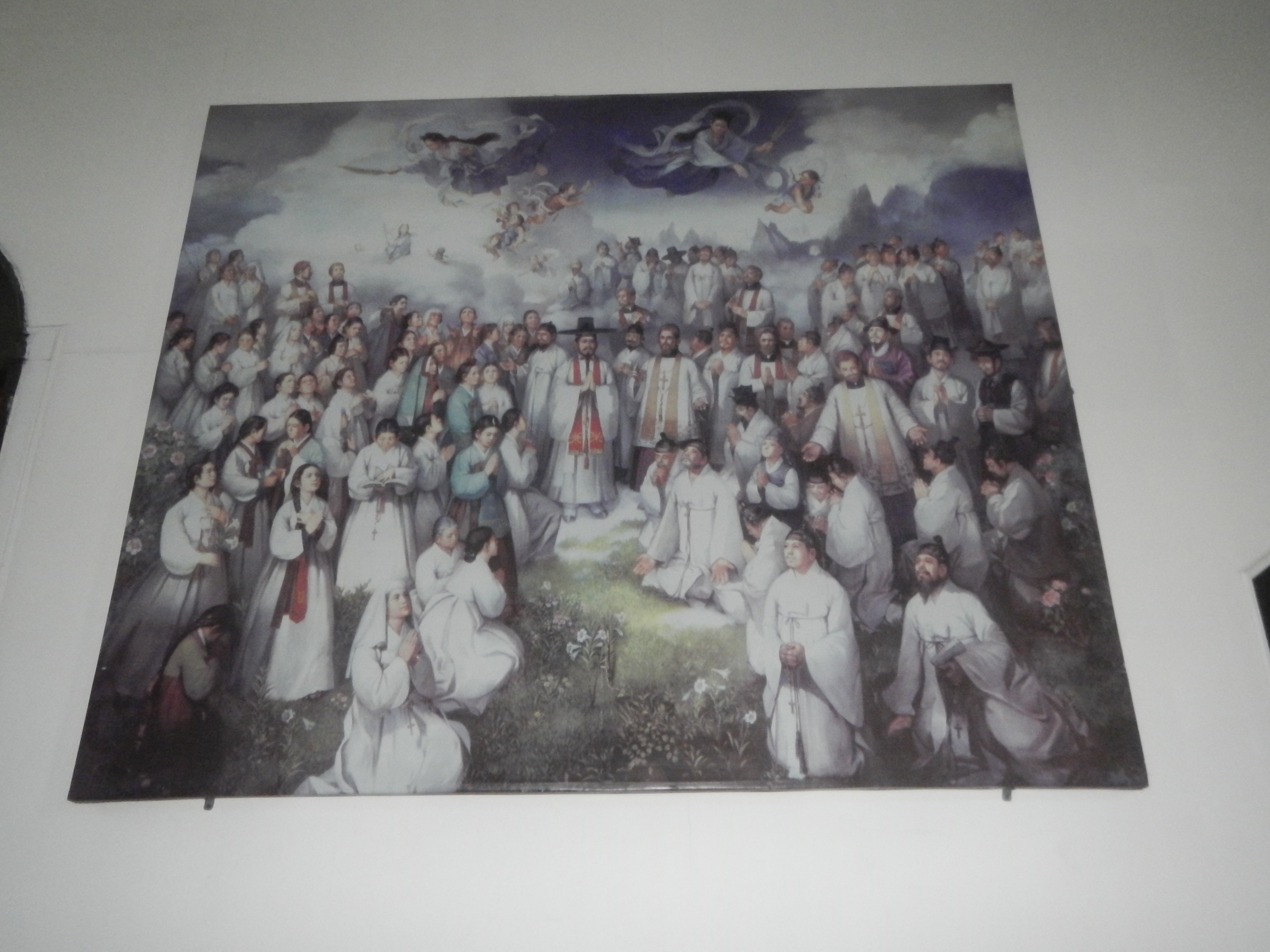
Vyobrazení 103 korejských mučedníků v kostele sv. Ondřeje Kima Tegona ve filipínském městě Bocaue

## Seznam mučedníků
Zde je uveden seznam korejských mučedníků, kteří byli roku 1984 svatořečeni:

### Biskupové
- sv. Siméon-François Berneux
- sv. Antoine Daveluy
- sv. Laurent Imbert

### Kněží
- sv. Pierre Maubant
- sv. Louis Beaulieu
- sv. Jacques Chastan
- sv. Just de Bretenières
- sv. Henry Dorie
- sv. Martin Luc Huin
- sv. Pierre Maubant
- sv. Ondřej Kim Tegon

### Katecheté

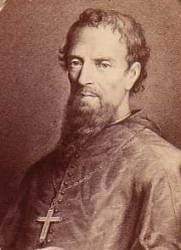
Biskup Laurent Imbert

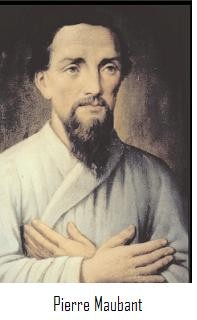
Kněz Pierre Maubant

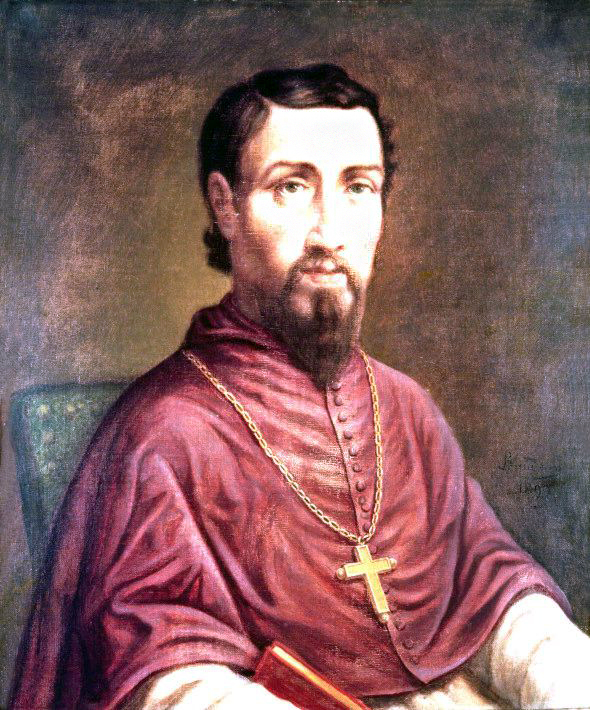
Biskup Siméon-François Berneux

- sv. Andrej Chŏng Hwa-gyŏng
- sv. Augustin Pak Chong-won
- sv. Augustin Yi Kwang-hon
- sv. Damian Nam Myong-hyog
- sv. František Ch'oe Kyong-hwan
- sv. Jan Křtitel Chon Chang-un
- Biskup Laurent ImbertKněz Pierre MaubantBiskup Siméon-François BerneuxKněz Henry Doriesv. Jan Křtitel Yi Kwang-nyol

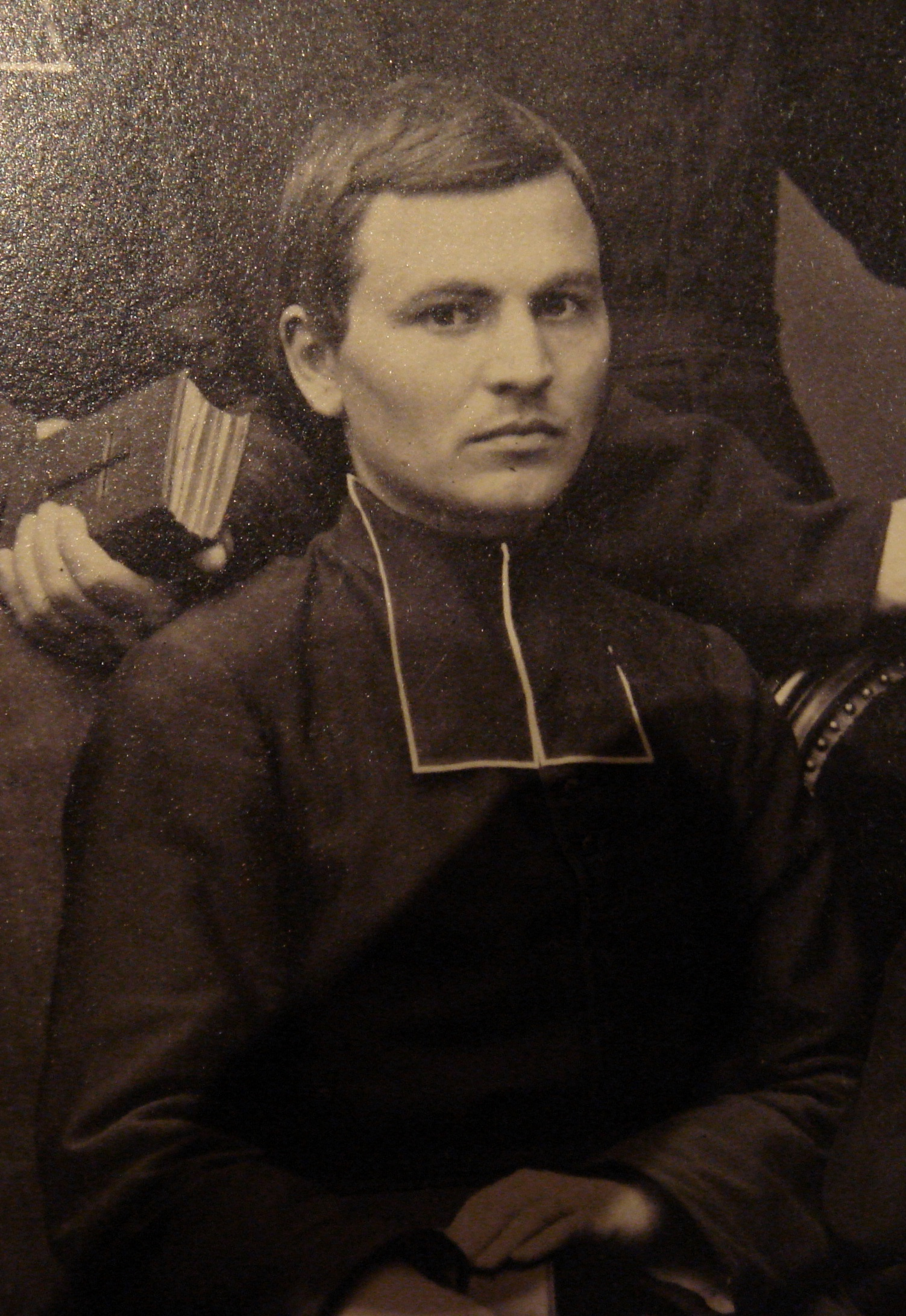
Kněz Henry Dorie

- sv. Jan Yi Yun-il
- sv. Josef Chang Chu-gi
- sv. Josef Han Won-sŏ
- sv. Marek Čong Ŭi-bae
- sv. Pavel Čong Ha-sang
- sv. Pavel Hong Yong-ju
- sv. Petr Ch'oe Ch'ang-hub
- sv. Petr Ch'oe Hyong
- sv. Petr Hong Pyong-ju
- sv. Petr Nam Kyong-mun
- sv. Petr Son Son-ji
- sv. Petr Yi Ho-yong
- sv. Petr Yu Chong-nyul
- sv. Šebestián Nam I-gwan
- sv. Štěpán Min Kŭk-ka
- sv. Vavřinec Han I-hyong

### Ostatní laici
- sv. Agáta Chŏn Kyŏng-hyŏb
- sv. Agáta Kim A-gi
- sv. Agáta Kwon Chin-i
- sv. Agáta Yi
- sv. Agáta Yi Kan-nan
- sv. Agáta Yi Kyong-i
- sv. Agáta Yi So-sa
- sv. Alžběta Čong Chong-hye
- sv. Anežka Kim Hyo-ju
- sv. Alexej U Se-yong
- sv. Anna Kim Chang-gum
- sv. Anna Pak A-gi
- sv. Antonín Kim Sung-u
- sv. Augustin Yu Chin-gil
- sv. Barbara Cho Chung-i
- sv. Barbara Ch'oe Yong-i
- sv. Barbara Han Agi
- sv. Barbara Kim
- sv. Barbara Ko Sun-i
- sv. Barbara Kwon Hui
- sv. Barbara Yi
- sv. Barbara Yi Chŏng-hŭi
- sv. Bartoloměj Chŏng Mun-ho
- sv. Benedikt Hyŏng Kyŏng-nyŏn
- sv. Cecílie Yu So-sa
- sv. Ignác Kim Che-jun
- sv. Jan Křtitel Nam Chong-sam
- sv. Jan Pak Hu-jae
- sv. Jan Yi Mun-u
- sv. Josef Chang Sŏng-jib
- sv. Josef Cho Yun-ho
- sv. Josef Im Ch'i-p'ek
- sv. Julie Kim
- sv. Karel Čo Šin-č'ŏl
- sv. Karel Hyŏn Sŏng-mun
- sv. Kateřina Chŏng Ch'ŏr-yŏm
- sv. Kateřina Yi
- sv. Kolumba Kim Hyo-im
- sv. Lucie Kim
- sv. Lucie Kim Nusia
- sv. Lucie Pak Hui-sun
- sv. Lukáš Hwang Sŏk-tu
- sv. Magdalena Cho
- Biskup Antoine DaveluyKněz Martin Luc Huinsv. Magdalena Han Yong-i
- sv. Magdalena Hŏ Kye-im
- sv. Magdalena Kim Ub-i
- sv. Magdalena Pak Pong-syn
- sv. Magdalena Son Sŏ-byok
- sv. Magdalena Yi Yong-dok
- sv. Magdalena Yi Yong-hui
- sv. Maria Pak K'ŭn-agi
- sv. Maria Won Kwi-im
- sv. Maria Yi In-dŏk
- sv. Maria Yi Yŏn-hŭi
- sv. Marta Kim Song-im
- sv. Pavel Hŏ Hyob
- sv. Perpetua Hong Kum-ju
- sv. Petr Cho Hwa-so
- sv. Petr Chŏng Wŏn-ji
- sv. Petr Kwŏn Tŭg-in
- sv. Petr Yi Myŏng-sŏ
- sv. Petr Yu Tae-ch'ŏl
- sv. Protáz Chŏng Kuk-bo
- sv. Růžena Kim No-sa
- sv. Tereza Kim
- sv. Tereza Kim Im-i
- sv. Tereza Yi Mae-im
- sv. Tomáš Son Cha-son
- sv. Zuzana U Sur-im[4][2][5]

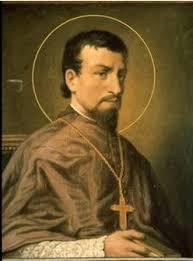
Biskup Antoine Daveluy

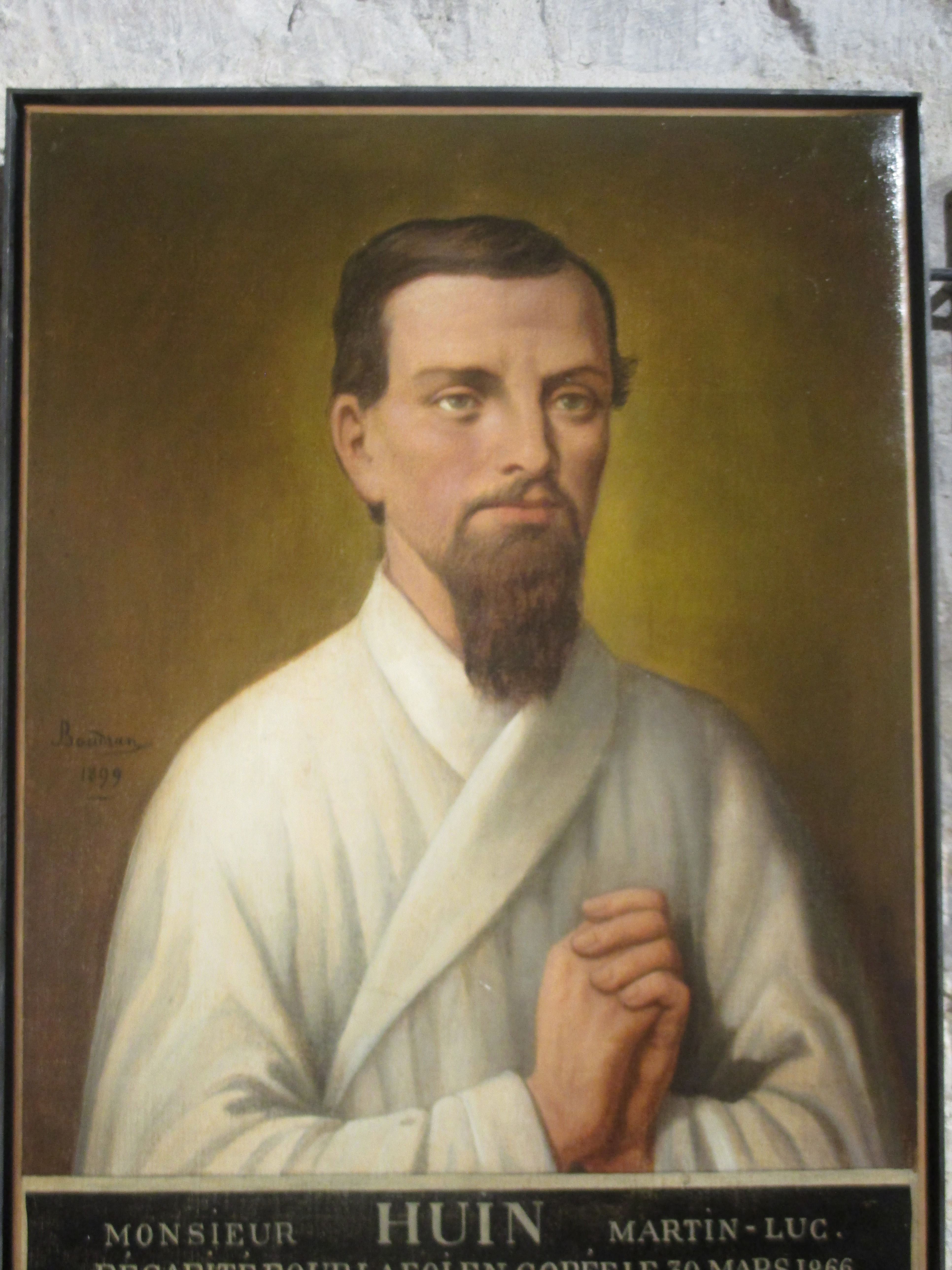
Kněz Martin Luc Huin

(u osob, pocházejících z Koreje je nejprve uvedeno jejich křestní jméno (tj. jméno které obdrželi při křtu) a poté jejich rodné jméno)

## Úcta
Dne 5. července 1925 byla papežem Piem XI. blahořečena první část mučedníků (79 osob). Dne 6. října 1968 pak papež sv. Pavel VI. během své apoštolské návštěvy Jižní Koreje blahořečil v Soulu druhou část mučedníků (24 osob).
Svatořečeni pak byli společně dne 6. května 1984 na ostrově Yeouido v Soulu. Obřadu předsedal během své apoštolské návštěvy Jižní Koreje papež sv. Jan Pavel II.
Jejich společná památka je připomínána 20. září.

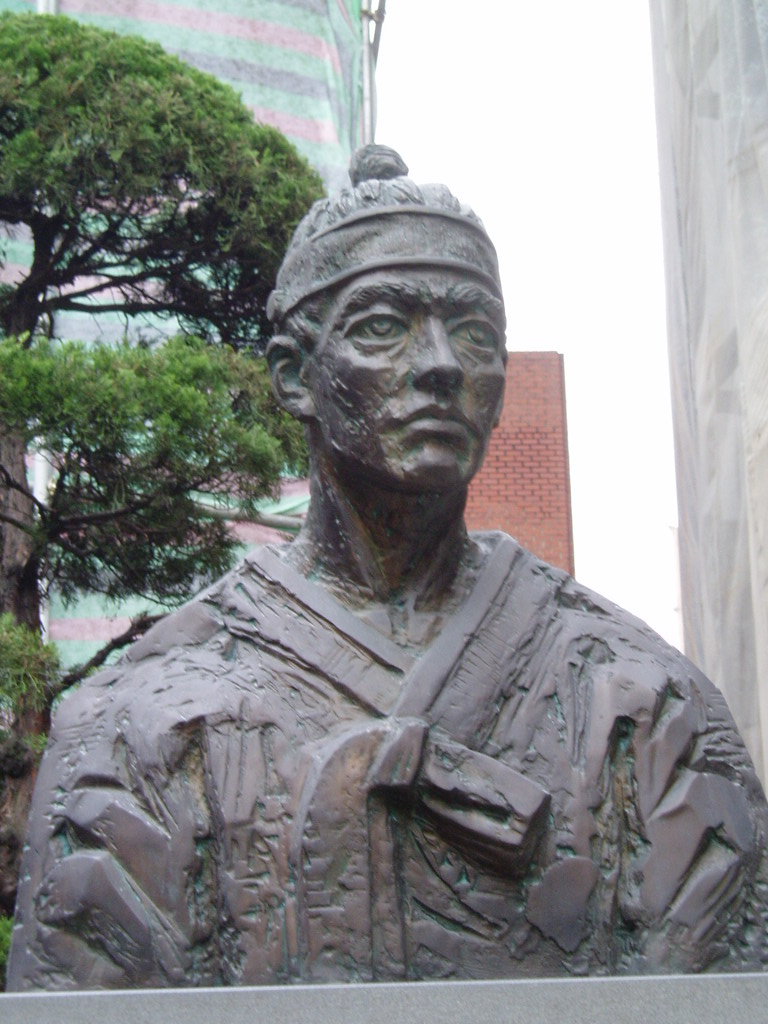
Kněz Ondřej Kim Tegon